# Siphamia
Siphamia és un gènere de peixos pertanyent a la família dels apogònids.

## Taxonomia
- Siphamia argentea (Lachner, 1953)[2]
- Siphamia cephalotes (Castelnau, 1875)[3]
- Siphamia corallicola (Allen, 1993)[4]
- Siphamia cuneiceps (Whitley, 1941)[5]
- Siphamia cuprea (Lachner, 1953)[2]
- Siphamia elongata (Lachner, 1953)[2]
- Siphamia fistulosa (Weber, 1909)[6]
- Siphamia fuscolineata (Lachner, 1953)[2]
- Siphamia guttulata (Alleyne & Macleay, 1877)[7]
- Siphamia jebbi (Allen, 1993)[4]
- Siphamia majimai (Matsubara & Iwai, 1958)[8]
- Siphamia mossambica (Smith, 1955)[9]
- Siphamia nigra (Fourmanoir & Crosnier, 1964)[10]
- Siphamia ovalis (Lachner, 1953)[2]
- Siphamia permutata (Klausewitz, 1966)[11]
- Siphamia roseigaster (Ramsay & Ogilby, 1887)[12]
- Siphamia tubifer (Weber, 1909)[13]
- Siphamia tubulata (Weber, 1909)[6]
- Siphamia versicolor (Smith & Radcliffe, 1911)[14]
- Siphamia woodi (McCulloch, 1921)
- Siphamia zaribae (Whitley, 1959)[15][16][17][18][19][20][21]